# Mi Huan-yu
Mi Huan-yu (* 18. November 2002) ist ein taiwanischer Eishockeyspieler, der seit 2022 in der taiwanischen Nationalmannschaft spielt.

## Karriere
Im Juniorenbereich spielte Mi bei den Weltmeisterschaften der U20-Junioren der Division III 2020, als er zum besten Spieler seiner Mannschaft gewählt wurde, und 2022, als der Aufstieg in die Division II gelang, für Taiwan.
Seinen ersten Einsatz für die taiwanischen Herren hatte er bei der Weltmeisterschaft 2022 in der Division III.

## Erfolge und Auszeichnungen
- 2022 Aufstieg in die Division II, Gruppe B, bei der Weltmeisterschaft der U20-Division III